# Riodininae
Riodininae es una subfamilia de mariposas, perteneciente a la familia Riodinidae (superfamilia Papilionoidea), se compone de 8 tribus y 117 géneros.

## Tribus
- Emesiini Stichel, 1911
- Eurybiini Reuter, 1897
- Helicopini Reuter, 1897
- Mesosemiini Bates, 1895
- Nymphidiini Bates, 1895
- Riodinini Grote, 1895
- Stalachtini
- Symmachiini Bates, 1859

### Género
- Machaya Hall & Willmott, 1995

## Géneros
Tribu Emesiini
- Apodemia C. & R. Felder, 1865
- Emesis Fabricius, 1807

Tribu Eurybiini
- Alesa Doubleday, 1847
- Eurybia Illiger, 1807
- Ionotus Hall, 2005

Tribu Helicopini
- Anteros Hübner, 1819
- Charis Hübner, 1819
- Helicopis Fabricius, 1807
- Ourocnemis Baker, 1887
- Sarota Westwood, 1851

Tribu Mesosemiini
subtribu Mesosemiina
- Eunogyra Westwood, 1851
- Leucochimona Stichel, 1909
- Mesophthalma Westwood, 1851
- Mesosemia Hübner, 1819
- Perophthalma Westwood, 1851
- Semomesia Westwood, 1851
- Teratophthalma Stichel, 1909

subtribu Napaeina
- Cremna Doubleday, 1847
- Eucorna Strand, 1932
- Hermathena Hewitson, 1874
- Hyphilaria Hübner, 1819
- Ithomiola C. & R. Felder, 1865
- Napaea Hübner, 1819
- Voltinia Stichel, 1910

Tribu Nymphidiini
subtribu Aricorina
- Ariconias Hall & Harvey, 2002
- Aricoris Westwood, 1851

subtribu Lemoniadina
- Juditha Hemming, 1964
- Lemonias Hübner, 1807
- Synargis Hübner, 1819
- Thisbe Hübner, 1819

subtribu Nymphidiina Bates, 1895
- Adelotypa Warren, 1895
- Calociasma Stichel, 1910
- Calospila Geyer in Hübner, 1832
- Catocyclotis Stichel, 1911
- Dysmathia Bates, 1868
- Hypophylla Boisduval, 1836
- Joiceya Talbot, 1928
- Livendula Hall, 2007
- Menander Hemming, 1939
- Minotauros Hall, 2007
- Mycastor Callaghan, 1983
- Nymphidium Fabricius, 1807
- Pandemos Hübner, 1819
- Periplacis Geyer, 1837
- Rodinia Westwood, 1851
- Setabis Westwood, 1851
- Zelotaea Bates, 1868

subtribu Theopina
- Archaeonympha Hall, 1998
- Behemothia Hall, 2000
- Calicosama Hall & Harvey, 2001
- Protonymphidia Hall, 2000
- Pseudonymphidia Callaghan, 1985
- Theope Doubleday, 1847

Tribu Riodinini
- Amarynthis Hübner, 1819
- Amphiselenis Staudinger, 1888
- Ancyluris Hübner, 1819
- Baeotis Hübner, 1819
- Barbicornis Godart, 1824
- Brachyglenis C. & R. Felder, 1862
- Calephelis Grote & Robinson, 1869
- Caria Hübner, 1823
- Cariomothis Stichel, 1910
- Cartea Kirby, 1871
- Chalodeta Stichel, 1910
- Chamaelimnas C. & R. Felder, 1865
- Chorinea Gray, 1832
- Colaciticus Stichel, 1910
- Comphotis Stichel, 1910
- Crocozona C. & R. Felder, 1865
- Cyrenia Westwood, 1851
- Dachetola Hall, 2001
- Detritivora Hall & Harvey, 2002
- Exoplisia Godman & Salvin, 1886
- Ithomeis Bates, 1862
- Lyropteryx Westwood, 1851
- Melanis Hübner, 1819
- Metacharis Butler, 1867
- Monethe Westwood, 1851
- Nahida Kirby, 1871
- Necyria Westwood, 1851
- Notheme Westwood, 1851
- Panara Doubleday, 1847
- Paraphthonia Stichel, 1910
- Parcella Stichel, 1910
- Pheles Herrich-Schäffer, 1858
- Rhetus Swainson, 1829
- Riodina Westwood, 1851
- Seco Hall & Harvey, 2002
- Syrmatia Hübner, 1819
- Themone Westwood, 1851

Tribu Stalachtini
- Stalachtis Hübner, 1818

Tribu Symmachiini
- Chimastrum Godman & Salvin, 1886
- Esthemopsis C. & R. Felder, 1865
- Lucillella Strand, 1932
- Mesene Doubleday, 1847
- Mesenopsis Godman & Salvin, 1886
- Panaropsis Hall, 2002
- Phaenochitonia Stichel, 1910
- Pirascca Hall & Willmott, 1996
- Pterographium Stichel, 1910
- Stichelia Zikán, 1949
- Symmachia Hübner, 1819
- Xenandra C. & R. Felder, 1865
- Xynias Hewitson, 1874

## Incertae sedis

### Géneros
- Argyrogrammana Strand, 1932
- Astraeodes Staudinger, 1887
- Callistium Stichel, 1911
- Calydna Doubleday, 1847
- Dianesia Harvey & Clench, 1980
- Echenais Hübner, 1819
- Echydna  Hall, 2002
- Imelda Hewitson, 1870
- Pachythone Bates, 1868
- Pixus Callaghan, 1982
- Roeberella Strand, 1932
- Zabuella Stichel, 1911